# Nyctemera serrimargo
Nyctemera serrimargo là một loài bướm đêm thuộc phân họ Arctiinae, họ Erebidae.